# 12 Monkeys (TV-serie)
12 Monkeys är en amerikansk TV-serie med premiär 16 januari 2015 på Syfy och som skapades av Terry Matalas och Travis Fickett. 12 Monkeys, som är en science fiction/mysteriedramaserie med en tidsresande handling, bygger löst på på filmen De 12 apornas armé från 1995, som skrevs av makarna David och Janet Peoples och regisserades av Terry Gilliam. Serien är också inspirerad av Chris Markers film Terrassen från 1962.

## Rollista och karaktärer

### Huvudensemble
| Aaron Stanford  | – James Cole                |
| Amanda Schull   | – Cassandra "Cassie" Railly |
| Kirk Acevedo    | – José Ramse                |
| Noah Bean       | – Aaron Marker              |
| Todd Stashwick  | – Theodore Deacon           |
| Emily Hampshire | – Jennifer Goines           |
| Barbara Sukowa  | – Katarina Jones            |

### Återkommande ensemble
| Tom Noonan         | – "Långe mannen"/"Bleka mannen"         |
| Romina D'Ugo       | – Max                                   |
| Demore Barnes      | – Marcus Whitley                        |
| Ramon De Ocampo    | – Oliver Peters                         |
| Alisen Down        | – Olivia Kirschner                      |
| Amy Sloan          | – Elena                                 |
| Andrew Gillies     | – Julian Adler                          |
| Michael Hogan      | – David Eckland                         |
| Scottie Thompson   | – Ej namngiven kvinna (kallad "Mantis") |
| Jay Karnes         | – Robert Gale                           |
| Brooke Williams    | – Hannah Jones                          |
| Murray Furrow      | – Dr. Lasky                             |
| Hannah Waddingham  | – Magdalena                             |
| Faran Tahir        | – Mallick                               |
| James Callis       | – Athan Cole                            |
| Julian Richings    | – Olivias rådgivare                     |
| Abigail Hardingham | – Emma                                  |